# Великий Супій
Великий Супій — водосховище на річці Супій, розташоване біля міста Яготин Київської області, Україна. Площа водної поверхні — 1 040 га, об'єм: повний — 20,2 млн м3, корисний — 16 млн м3.

## Історія
Штучне озеро утворилося в 1765 році, в результаті спорудження, за наказом гетьмана Кирила Розумовського, греблі, довжиною майже 2 км, на річці Супій. Вода, що піднялася, затопила всю заплаву річки, утворивши озеро. Після Розумовського Яготином володів князь Рєпнін, в цей час на озері побували Тарас Шевченко, Микола Гоголь, Євген Гребінка.
В часи Другої світової війни на озері розвелося безліч водоплавної птиці. В 1944 році, за вказівкою Микити Хрущова, на березі озера розпочалося будівництво двоповерхової будівлі на шість кімнат, котра згодом стала мисливським будинком уряду Української РСР, в народі — «Дача Хрущова». Тут відпочивали перші секретарі ЦК Компартії України Микола Підгорний, Петро Шелест, Володимир Щербицький, голова Ради міністрів СРСР Олексій Косигін, Перший секретар ЦК Компартії Угорщини Янош Кадар, приїздив американський фермер, консультант Хрущова з вирощування кукурудзи, Роквел Гарст.
Згодом озеро розділилося на дві частини — Великий та Малий Супій. На їх берегах, крім Яготина, розмістилися села Засупоївка, Червоне Заріччя, Черкасівка. В двоповерховому будинку, залишку колишнього палацу Розумовських та Рєпніних, розміщується Яготинська картинна галерея, котра нараховує майже 250 одиниць творів українських митців.

## Рослинний та тваринний світ
Утворені водоймища, верхній став, Малий Супій, та нижній став, Великий Супій, входили до складу заказника Яготинського рибгоспу. У верхньому ставу водяться карасі, линки та інша риба, нижній став використовується для вирощування коропів. На озері та берегах гніздяться лисухи, водяні курочки, кулики тощо, зупиняються на відпочинок перелітні птахи — північні качки, дикі гуси, гагари, є гніздова колонія чайок.
Рослинність — водно-болотяна: очерет, рогіз, тілоріз, осока, частуха.